# Charbogne
Charbogne é uma comuna francesa na região administrativa de Grande Leste, no departamento Ardenas. Estende-se por uma área de 9,2 km². Em 2010 a comuna tinha 226 habitantes (densidade: 24,6 hab./km²).